# Carmen Linares

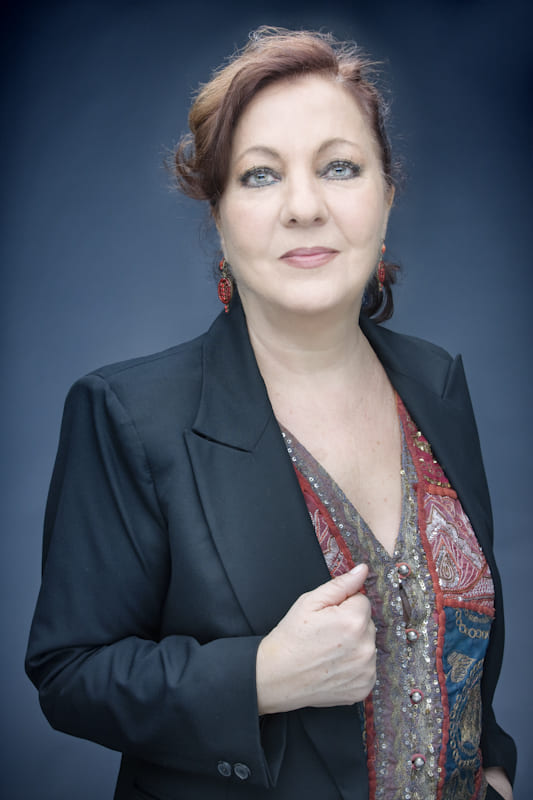
Carmen Linares, 2015

Carmen Linares ist der Künstlername der Sängerin Carmen Pacheco Rodríguez (* 25. Februar 1951 in Linares, Provinz Jaén, Spanien).

## Leben
Carmen Linares zog 1965 mit ihrer Familie nach Madrid und ist heute eine bekannte Flamenco-Sängerin in Spanien. Ihre Karriere begann in der Tanzgruppe von Carmen Mora. Ihre erste Aufnahme entstand 1970. Neben Camarón de la Isla, Paco de Lucía, Enrique Morente, Manolo Sanlúcar, José Mercé und Tomatito gehört sie zu den bedeutenden Vertretern der neueren Flamencogeneration.
In den 1970er Jahren arbeitete sie in Madrid in Tablaos und in den 1980er Jahren bei nationalen Festivals unter anderem mit Enrique Morente, Camarón de la Isla, Carmen Mora und den Brüdern Juan und Pepe Habichuela.
Als Solo-Sängerin begann sie 1980 mit Juan und Pepe Habichuela.
2022 erhielt Linares den Prinzessin-von-Asturien-Preis für Kunst.
El Amor Brujo von Manuel de Falla führte sie mit Sinfonieorchestern auf Bühnen in New York, Paris, Buenos Aires, Tokio und Sydney auf und wirkte an Projekten von Künstlern wie Manolo Sanlúcar, Blanca Lí, Uri Caine, Victor Ullate, Tim Ries und dem EOS Guitart Quartett mit.

## Diskografie
- 2017, Verso a Verso,  Salvador Gutiérrez, Eduardo Espín Pacheco (Gitarre), Pablo Suárez (piano) Josemi Garzón (Kontrabass), Karo Sampela (percussion), Sílvia Pérez Cruz und Arcángel (Gesang). Gedichte von Miguel Hernández
- 2011, Remembranzas (Live-Konzert vom Teatro de la Maestranza in Sevilla). (mit Miguel Poveda (Sänger), Juan Carlos Romero, Salvador Gutiérrez, Eduardo Espín Pacheco, Paco  Paco y Miguel Angel Cortes (Gitarre), Antonio Coronel (Percussion), Javier Barón (Tanz)).
- 2007, Raíces y Alas (mit Juan Carlos Romero (Gitarre), Tino Di Geraldo (Percussion)). Gedichte von Juan Ramón Jiménez
- 2002, Un ramito de Locura. (mit Gerardo Núñez (Gitarre), Pablo Martín (Kontrabass), Cepillo (Percussion)).
- 1996, Antología de la mujer en el cante (mit Tomatito, Vicente Amigo, Rafael Riqueni, Pepe Habichuela, Juan Habichuela, Moraito, Paco Cepero, José Antonio Rodríguez, Paco y Miguel Angel Cortes (Gitarre), Manolo Soler y Ketama (Percussion), Javier Barón (Tanz)).
- 1994, Canciones populares Antiguas de Federico Garcia Lorca (mit Paco Cortés, Pedro Sierra (Gitarre), Juan Parrilla (Flöte), Bernardo Parrilla (Geige), Javier Colina (Bass), Jose Antonio Galicia  (Percussion), Javier Barón (Tanz)).[3] Gedichte von Federico García Lorca
- 1994, Desde le Alma - Cante flamenco en vivo. (mit Paco Cortés und Miguel Angel Cortés (Gitarre), Jesús Heredia (Percussion)).
- 1991, La luna en el río. (mit Paco Cortés, Pedro Sierra (Gitarre), Carles Benavent (Bass), Jesús Heredia (Percussion), Javier Barón (Tanz)).
- 1988, Cantaora (mit Paco Cortés, Pedro Sierra (Gitarre), Jesús Heredia (Percussion)).
- 1984, Su cante (mit Pepe Habichuela (Gitarre), Ketama (Percussion)).
- 1978, Carmen Linares (mit Juan Habichuela, Luis Habichuela und Pepe Habichuela (Gitarre))
- 1971, Flamenco (mit Juan Habichuela (Gitarre))